# Иро (озеро)
Иро (фр. Lac Iro) — бессточное озеро в регионе Среднее Шари на юго-востоке Чада в центральной Африке. Иро находится к северу от реки Бахр-Саламат, примерно в 100 километрах к северу от границы с Центральноафриканской Республикой. Ближайший крупный город — Ам-Тиман. Из-за формы озера предполагается, что Иро возникло на месте ударного кратера. Окаймлено густой травянистой растительностью. Входит в состав фаунистического заповедника Бахр-Саламат.

## Водные ресурсы
В летние и осенние месяцы Иро питается за счёт восточного рукава реки Бахр-Саламат, которая разветвляется в 7 километрах к юго-западу от озера. В течение длительных периодов засухи озеро может полностью высохнуть, а во время сезона дождей увеличиться в размерах в 3 раза. Основной расход воды происходит за счёт испарения.

## Экологическая значимость
Иро является важным рыболовецким центром региона, ежегодно в нём и прилегающих районах затопления Саламат вылавливается до 1000 тонн рыбы. Озеро расположено на территории Plaines d’inondation des Bahr Aouk et Salamat, одного из крупнейших в мире (4 922 000 га) водно-болотных угодий, охраняемых Рамсарской конвенцией с 1 мая 2006 года. Этот комплекс пойм, холмов, озёр, рек и прудов играет очень важную роль для окружающей дикой природы, обеспечивая место размножения нескольких видов мигрирующих водоплавающих птиц и являясь нерестилищем и питомником нескольких семейств рыб.